# Еськова, Евдокия Михайловна
Евдокия Михайловна Еськова (род. 6 марта 1923, село Донское, Щигровский уезд, Курская губерния) — минералог, геохимик, лауреат Государственной премии СССР (1967).
Окончила Московский геологоразведочный институт им. С. Орджоникидзе (1946), работала младшим научным сотрудником отдела геохимии Института геологических наук АН СССР.
В 1953 году переведена во вновь организованную спецлабораторию «Минералогия и геохимия редких элементов» (с 1956 года — Институт минералогии, геохимии и кристаллохимии редких элементов АН СССР и Министерства геологии СССР — ИМГРЭ): в 1956—1958 годах — младший научный сотрудник, в 1958—1994 годах — старший научный сотрудник по специальности «минералогия редких элементов». С 1994 года на пенсии.
Кандидат геолого-минералогических наук (1953; тема диссертации «Редкометалльные минералы пород Ловозерского щелочного массива и закономерности их распределения»).
Лауреат Государственной премии СССР (1967; за участие в работе над 3-томной коллективной монографией «Геохимия, минералогия и генетические типы месторождений редких элементов»).
Награждена медалями «За доблестный труд. В ознаменование 100-летия со дня рождения В. И. Ленина» (1970), «За оборону Москвы» (1946), бронзовыми медалями ВДНХ СССР (1976, 1986), памятным знаком «300 лет горно-геологической службы России» (2000). Отличник разведки недр (1981, 1993).
Автор и соавтор 9 научных монографий, а также статей и очерков по истории ИМГРЭ.